# Târsa (Fehér megye)
Târsa falu Romániában, Erdélyben, Fehér megyében. Közigazgatásilag Felsővidra községhez tartozik.
Felsővidra felől a DC 91-es községi úton közelíthető meg.
Az 1956-os népszámlálás előtt Felsővidra része volt. 1956-ban 358, 1966-ban 398, 1977-ben 349, 1992-ben 358, 2002-ben 333 román és cigány lakosa volt.
A faluban 2001 óta működik a gyulafehérvári ortodox érsekséghez tartozó Szent Miklós Nevelőotthon, ahol árva illetve elhagyott gyermekeket nevelnek.
A településen ortodox templom és 1940-ben épült baptista imaház található.